# Nivel de ejecución
El término runlevel o nivel de ejecución se refiere al modo de operación en los sistemas operativos que implementan el estilo de sistema de arranque de iniciación tipo UNIX System V. 
En términos prácticos, cuando el computador entra al runlevel 0, está apagado, y cuando entra al runlevel 6, se reinicia. Los runlevels intermedios (1 a 5) difieren en relación con qué unidades de disco se montan, y qué servicios de red son iniciados. Los niveles más bajos se utilizan para el mantenimiento o la recuperación de emergencia, ya que por lo general no ofrecen ningún servicio de red. Los detalles particulares de configuración del runlevel varía bastante entre sistemas operativos, y ligeramente entre los administradores de sistema.
El sistema de runlevel reemplazó al script tradicional /etc/rc en UNIX, versión 7.

## Niveles de ejecución estándar
| Nivel de ejecución | Nombre o denominación | Descripción |
| ------------------ | --------------------- | --- |
| 0                  | Alto                  | Alto o cierre del sistema (apagado). |
| 1                  | Modo Monousuario      | No configura la interfaz de red o los demonios de inicio. Solamente está activo el usuario root, sin contraseña. Este nivel de ejecución permite reparar problemas, o hacer pruebas en el sistema. |
| 6                  | Reinicio              | Se reinicia el sistema. |

## EnLinux
El sistema operativo GNU/Linux puede aprovechar los niveles de ejecución a través de los programas del proyecto sysvinit. Después de que el núcleo Linux ha arrancado, el programa init lee el archivo /etc/inittab para determinar el comportamiento para cada nivel de ejecución. A no ser que el usuario especifique otro valor como un parámetro de autoarranque del núcleo, el sistema intentará entrar (iniciar) al nivel de ejecución por defecto.
La mayor parte de usuarios de sistemas puede comprobar el nivel de ejecución actual con cualquiera de los comandos siguientes (con systemd , no SysV):
```
# runlevel         # como cualquier usuario
```

```
$ who -r           # como cualquier usuario
```

### Niveles de ejecución típicos en Linux
La mayoría de las distribuciones Linux, definen los siguientes niveles de ejecución adicionales:
| Nivel de ejecución | Nombre o denominación               | Descripción |
| ------------------ | ----------------------------------- | --- |
| 0                  | Alto                                | Alto o cierre del sistema (Apagado). |
| 1                  | Modo de usuario único (Monousuario) | No configura la interfaz de red o los demonios de inicio, ni permite que ingresen otros usuarios que no sean el usuario root, sin contraseña. Este nivel de ejecución permite reparar problemas, o hacer pruebas en el sistema. |
| 2                  | Multiusuario                        | Multiusuario sin soporte de red. |
| 3                  | Multiusuario con soporte de red.    | Inicia el sistema normalmente sin GUI. |
| 4                  | Multiusuario con soporte de red.    | No es igual que el 3. |
| 5                  | Multiusuario gráfico (X11)          | Similar al nivel de ejecución 3 + display manager. |
| 6                  | Reinicio                            | Se reinicia el sistema. |